# Jagdfieber 2
Jagdfieber 2 (Originaltitel: Open Season 2) ist eine computeranimierte Filmkomödie aus dem Jahr 2008 und die Fortsetzung von Jagdfieber aus dem Jahr 2006. 2010 erschien ein weiterer Film unter dem Titel Jagdfieber 3, 2015 wurde Jagdfieber – Ungebetene Besucher veröffentlicht.

## Handlung
Der Hirsch Elliot und seine Hirschdame Giselle stehen kurz vor ihrer Hochzeit. Am Tag der Zeremonie kommen Elliot Zweifel, ob er das Richtige tue. Zudem fällt ihm unglücklicherweise sein Geweih ab. In der Zwischenzeit legt das Frauchen des inzwischen in der Wildnis lebenden Dackels Hr. Wiener Spuren mit dessen Lieblings-Hundekuchen Hündfüd aus. Hr. Wiener kann dem nicht widerstehen und frisst sich der Spur entlang zu seinem Frauchen, das ihn sogleich zu sich in die Zivilisation zurückbringt. Elliot hat das Weglaufen von Hr. Wiener während der Hochzeitszeremonie beobachtet und diese deswegen kurz vor dem Jawort verlassen, um Hr. Wiener zu folgen. Eine Gruppe macht sich nun auf, Hr. Wiener von den Menschen zu befreien und zurückzuholen. Sie finden Hr. Wiener in einem Wohnmobil an einer Tankstelle. Die Befreiungsaktion scheitert jedoch wegen Elliots Tollpatschigkeit und das Wohnmobil fährt mitsamt dem Dackel wieder davon. Nach einem Streit verlässt Elliot die Gruppe und sucht getrennt von den anderen nach Hr. Wiener, irrt jedoch nur planlos im Kreis herum. Währenddessen versuchen andere Haustiere, angeführt vom Pudel Fifi, die Hr. Wiener nun für verwildert halten, ihn wieder zu kultivieren, indem sie mit ihm unter anderem das Stöckchenholen trainieren. Hr. Wiener gelingt es mit der Hilfe von Buddy zu fliehen. Die beiden treffen später auf Elliot. Boog, Giselle, McSquizzy sowie Serge und Deni, die nichts von der erfolgreichen Flucht von Hr. Wiener wissen, sind nun auf dem Weg ins Tierparadies (Pet Paradiso), wo sie das Wohnmobil mit Hr. Wiener vermuten. Giselle und McSquizzy tarnen sich als Hunde und gelangen so unerkannt ins Tierparadies. Inzwischen machen sich auch Elliot zusammen mit Hr. Wiener und Buddy auf den Weg zum Tierparadies, da Elliot glaubt, seine Hirschdame Giselle wäre in Gefahr und er müsste sie vor den Menschen retten. Vor dem Tierparadies treffen die drei auf Boog. Nun tarnen sich Boog als Hund und Elliot mit Buddy auf dem Kopf als Frau, um gemeinsam mit Hr. Wiener im Tierparadies nach den anderen zu sehen. Inzwischen wurden Giselle und McSquizzy von Fifi und seiner Bande gefangen genommen. Beim Versuch, sie zu befreien, werden auch Elliot und Buddy gefangen. Mit Hilfe von Boog und Hr. Wiener gelingt allen die Flucht. Hr. Wiener entscheidet sich schließlich, zurück zu seinem Frauchen zu gehen. Elliot und Giselle heiraten.

## Synchronisation
Der Film wurde von der Berliner Synchron übersetzt und synchronisiert. Dialogbuch und -regie führte Michael Nowka.
| Rollenname              | Figur            | Originalsprecher  | Deutscher Sprecher       |
| ----------------------- | ---------------- | ----------------- | ------------------------ |
| Elliot                  | Maultierhirsch   | Joel McHale       | Robin Kahnmeyer          |
| Boog                    | Grizzlybär       | Mike Epps         | Thomas Heinze            |
| Giselle                 | Maultierhirsch   | Jane Krakowski    | Dascha Lehmann           |
| McSquizzy               | Grauhörnchen     | Billy Connolly    | Eberhard Prüter          |
| Fifi                    | Pudel            | Crispin Glover    | Bastian Pastewka         |
| Hr. Wiener (Mr. Weenie) | Dackel           | Cody Cameron      | Christian Gaul           |
| Roberto                 | Basset Hound     | Steve Schirripa   | Tobias Kluckert          |
| Rufus                   | Airedale Terrier | Diedrich Bader    | Joachim Kaps             |
| Stanley                 | Hauskatze        | Fred Stoller      | Stefan Fredrich          |
| Charlene                | Spaniel          | Olivia Hack       | Josephine Schmidt        |
| Serge                   | Stockente        | Danny Mann        | Frank-Otto Schenk        |
| Deni                    | Stockente        | Maddie Taylor     | Martin Kautz             |
| Ian                     | Maultierhirsch   | Maddie Taylor     | Engelbert von Nordhausen |
| Buddy                   | Stachelschwein   | Maddie Taylor     | Santiago Ziesmer         |
| Roger                   | Peterbald        | Sean Mullen       | Gerald Schaale           |
| Uschi (Rosie)           | Stinktier        | Nika Futterman    | Heike Schroetter         |
| Gabi (Maria)            | Stinktier        | Michelle Murdocca | Daniela Reidies          |

## Hintergrund
- Der Dackel Hr. Wiener (im Original Mr. Weenie) spricht im englischen Originalton mit deutschem Akzent und zahlreiche Worte auch in deutscher Sprache. In der deutschen Version hat er einen österreichischen Akzent.
- Zum Ende des Films singen alle Figuren den Titel „(They Long to Be) Close to You“ von Burt Bacharach und Hal David. In der deutschen Synchronisation wurde nur die Melodie übernommen und ein deutscher Text verwendet.
- Der von Sony Pictures Animation und Reel FX Creative Studios produzierte Film kam nicht in die Kinos und wurde direkt auf DVD veröffentlicht. Erstveröffentlichung in Deutschland war am 22. Januar 2009, in den USA am 27. Januar 2009.

## Kritiken
„Fortsetzung des Zeichentrickfilms "Jagdfieber" (2006), der naiv-kurzweilig unterhält, wobei durchaus Kritik an übertriebener Vermenschlichung von Haustieren einfließt.“

## Auszeichnungen
- Für die Annie Awards 2010 erhielt der Film eine Nominierung in der Kategorie Best Home Entertainment Production.
- Die Filmbewertungsstelle Wiesbaden verlieh dem Film das Prädikat wertvoll.